# Berlenga Grande
Berlenga Grande, littéralement « Grande Berlenga », est la plus grande île de l'archipel des Berlengas, le long du Cap Carvoeiro, sur la côte du Portugal, près de la ville de Peniche.

## Histoire
L'île était déjà habitée mille ans avant Jésus-Christ ; elle est alors nommée Ilha de Sonho ou Ilha Saturn par les géographes de l'Antiquité. Elle est visitée par les Vikings, les Arabes et les corsaires français et anglais.
En 1513, les moines de l'ordre de Saint-Jérôme fondent le monastère de la Miséricorde ; des vestiges sont encore présents près du restaurant construit en 1950.

## Géographie
Berlenga Grande, tout comme le reste de l'archipel des Berlengas, appartient à la municipalité de Peniche.
Elle fait partie de la réserve naturelle des Berlengas. Afin de préserver les conditions environnementales du secteur, l'accès et le passage à travers l'archipel des Berlengas sont limités à un nombre maximum de visiteurs quotidiens.

## Article connexe

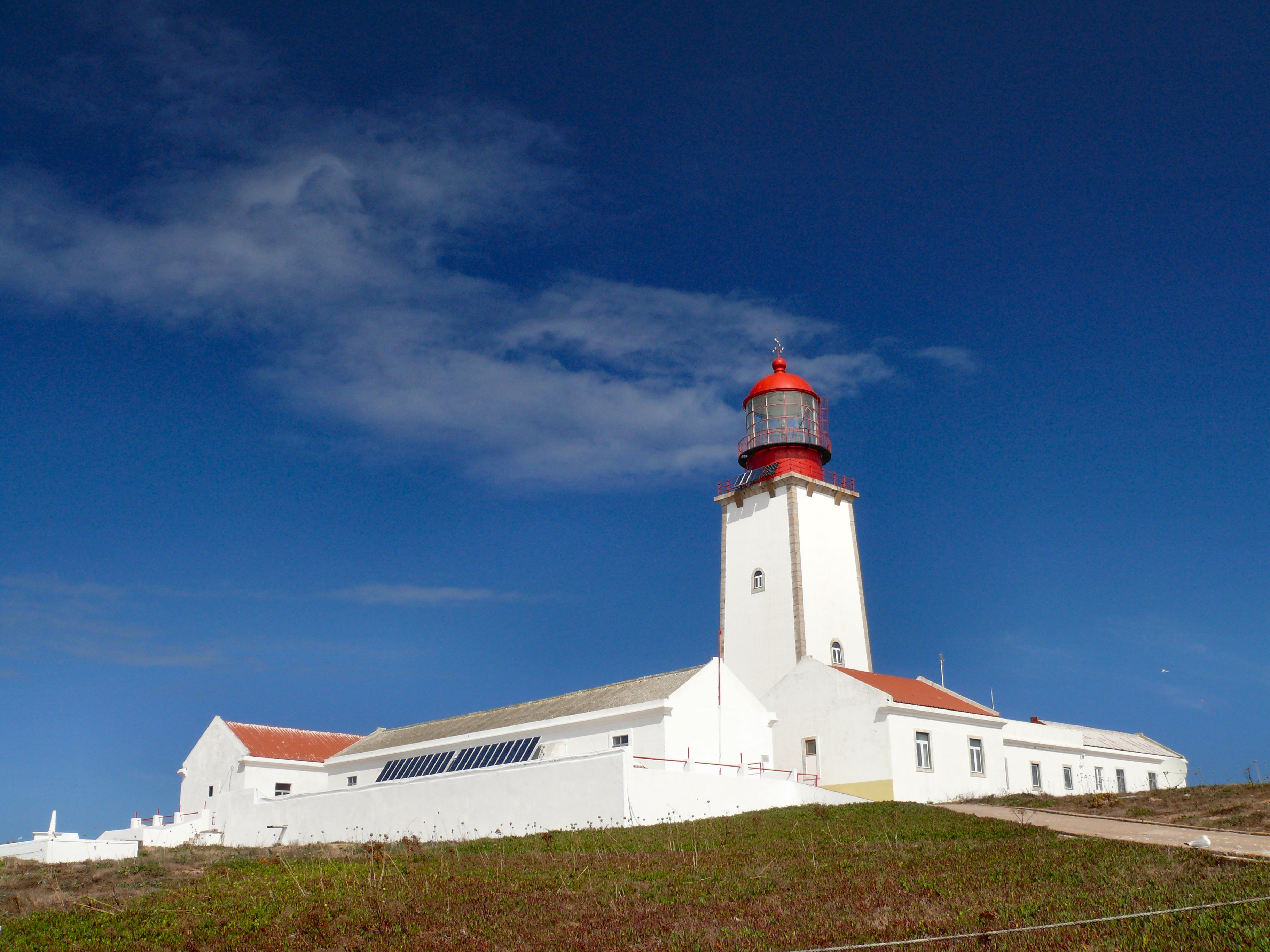
Vue du phare de Berlenga.